# Puy-Saint-Pierre
Puy-Saint-Pierre is een gemeente in het Franse departement Hautes-Alpes (regio Provence-Alpes-Côte d'Azur) en telt 354 inwoners (1999). De plaats maakt deel uit van het arrondissement Briançon.

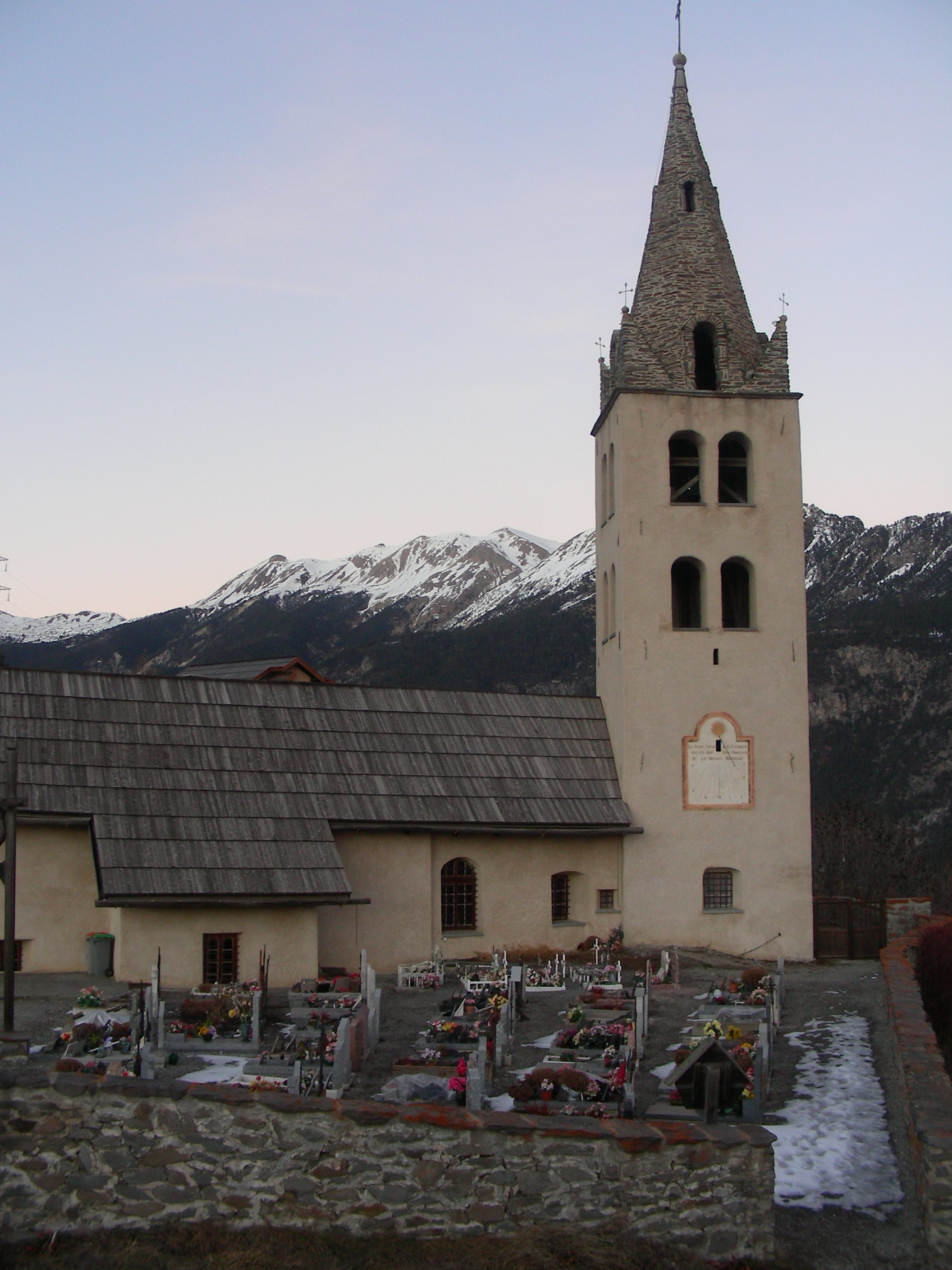
Kerk van Puy-Saint-Pierre
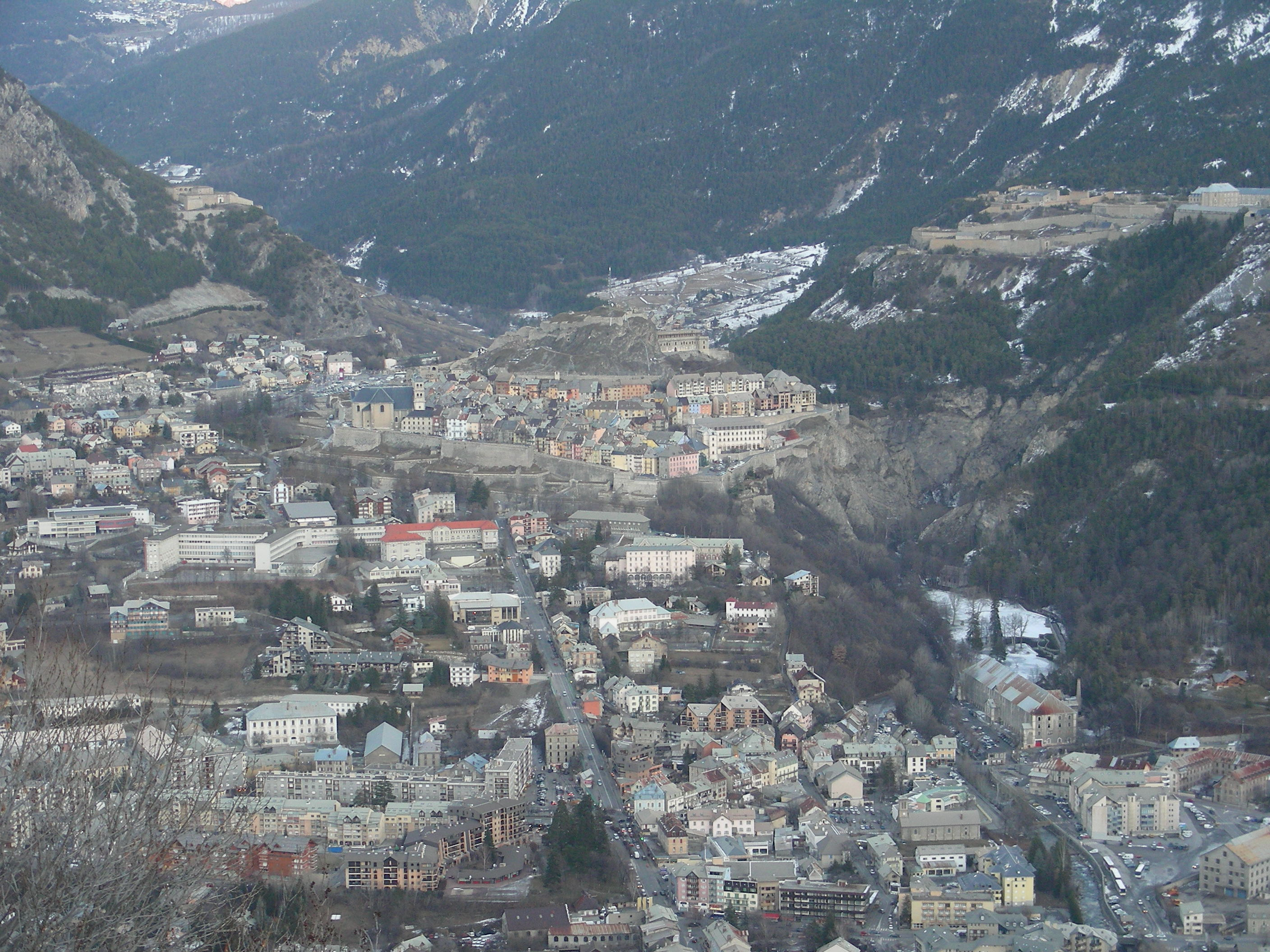
Puy-Saint-Pierre

## Geografie
De oppervlakte van Puy-Saint-Pierre bedraagt 7,8 km², de bevolkingsdichtheid is 45,4 inwoners per km².
De onderstaande kaart toont de ligging van Puy-Saint-Pierre met de belangrijkste infrastructuur en aangrenzende gemeenten.

## Demografie
Onderstaande figuur toont het verloop van het inwonertal (bron: INSEE-tellingen).
Vanwege een beveiligingsprobleem met de MediaWiki Graph-software is het momenteel niet mogelijk deze grafiek weer te geven. Zodra de software is bijgewerkt zal de grafiek vanzelf weer zichtbaar worden.